# Los Baldíos
Los Baldíos är en ort i Mexiko.   Den ligger i kommunen Tangamandapio och delstaten Michoacán de Ocampo, i den centrala delen av landet, 400 km väster om huvudstaden Mexico City. Los Baldíos ligger 1 604 meter över havet och antalet invånare är 217.
Terrängen runt Los Baldíos är kuperad söderut, men norrut är den platt. Runt Los Baldíos är det ganska tätbefolkat, med 83 invånare per kvadratkilometer. Närmaste större samhälle är Zamora, 17,4 km öster om Los Baldíos. I omgivningarna runt Los Baldíos växer huvudsakligen savannskog.